# اورانژه
اورانژه (به هلندی: Oranje) یک منطقهٔ مسکونی در هلند است که در میدن-درنته واقع شده‌است.